# Jessika Sundh
Anna Jessika Maria Sundh (* 9. Juli 1974 in Nacka) ist eine ehemalige schwedische Fußballspielerin.

## Karriere

### Vereine
Sundh spielte zuletzt und bis Spielzeitende 2000 für den Idrottsföreningen Kamraterna Eskilstuna, bevor sie im Alter von 17 Jahren der ersten Mannschaft von Djurgården IF in der Damallsvenskan, der höchsten Spielklasse im schwedischen Frauenfußball, angehörte. In ihrem einzigen Punktspiel der Spielzeit 2001 erzielte sie sogleich auch ihr erstes Tor. In der Folgespielzeit erzielte sie drei Tore in nur zwei Punktspielen.
Von 2005 bis 2007 gehörte sie der Frauenfußballmannschaft (des Fusionsvereins) Vasalund/Essinge IF in der Norrettan der (bis 2012) zweitklassigen Division 1 an; danach, von 2008 bis 2009, der eigenständigen Frauenfußballmannschaft des Vasalunds IF. Im Spieljahr 2009 kam sie in drei Spielen im Wettbewerb um den Svenska Cupen, den nationalen Vereinspokal zum Einsatz.

### Nationalmannschaft
Sundh debütierte als Nationalspielerin in der U21-Nationalmannschaft, mit der sie am 23. Mai 1998 das in Freundschaft ausgetragene Länderspiel gegen die U21-Nationalmannschaft Irlands mit 2:1 in Glysisvallen gewann; es blieb ihr einziger Einsatz in dieser Altersklasse.
Für die A-Nationalmannschaft wurde sie in vier Jahren 16 Mal in Länderspielen berücksichtigt, davon achtmal als Ein- und zweimal als Auswechselspielerin. Ihr Debüt erfolgte am 10. Oktober 1998 im Gamla Ullevi, dem Stadion im Göteborger Stadtteil Heden, bei der 0:2-Niederlage im Freundschaftsspiel gegen die Nationalmannschaft Norwegens über 90 Minuten. Fünf weitere Freundschaftsspiele folgten am 21. April 1999 (1:1 vs. Italien in Soverato), im Januar 2000 (2:0 vs. Australien am 7. in Sydney, 0:0 vs. USA am 10. in Melbourne, 2:0 vs. Tschechien am 13. in Adelaide) und am 12. Januar 2001 in La Manga del Mar Menor bei der 1:2-Niederlage gegen die Nationalmannschaft Norwegens. Sie wurde ferner in zwei EM-Qualifikationsspielen (1. und 6. Spiel der EM-Qualifikationsgruppe 1) und zwei WM-Endrundenspielen (zweites Spiel der Gruppe D und Viertelfinale) berücksichtigt.
Mit ihrer Mannschaft nahm sie dreimal am Turnier um den Algarve-Cup teil und bestritt 1999 das erste und dritte Spiel der Gruppe A sowie das Spiel um Platz 5. In ihrem einzigen Turnierspiel 2000, beim 5:1-Sieg über die Nationalmannschaft Portugals am 14. März in Faro, gelang ihr im zweiten Spiel der Gruppe A mit dem Treffer zum Endstand in der 90. Minute ihr einziges A-Länderspieltor. Ihr letztes A-Länderspiel krönte sie mit einem Titel, als sie der Mannschaft im Finale um den Algarve-Cup 2001 angehörte und für Malin Moström in der 90. Minute eingewechselt wurde und somit am 17. März in Loulé den 3:0-Sieg über die Nationalmannschaft Dänemarks spielerisch miterlebte – nachdem sie zuvor auch am 13. März in Silves beim 5:2-Sieg über die Nationalmannschaft Kanadas im zweiten Spiel der Gruppe A zum Einsatz gekommen war. Sie gehörte ferner dem Kader für das olympische Fußballturnier 2000 in Sydney an, wurde im Turnierverlauf jedoch nicht berücksichtigt.

## Erfolge
Nationalmannschaft
- Algarve-Cup-Siegerin: 2001

Djurgården IF
- Schwedische Pokal-Finalistin: 2001